# لیکوود (کارولینای جنوبی)
لیکوود(به انگلیسی: Lakewood) شهری در ایالت کارولینای جنوبی کشور ایالات متحده آمریکا است که جمعیت آن در سرشماری سال ۲۰۱۰ میلادی، ۳٬۰۳۲ نفر بوده‌است.